# Infans conceptus pro nato habetur quoties de commodis ejus agitur
Infans conceptus pro nato habetur quoties de commodis ejus agitur (pouvant se traduire en français par « L'enfant conçu sera considéré comme né chaque fois qu'il pourra en tirer avantage ») est une maxime latine faisant référence à la fiction juridique (que l'on appelle la fiction infans conceptus) qui attribue à un fœtus la personnalité juridique, même s'il n'est pas encore né, lorsqu'il y va de son intérêt. Le fœtus est donc traité comme un sujet de droit, lui permettant d'hériter de propriété ou de jouir d'autres bénéfices à condition de naître vivant. 
La fiction infans conceptus se trouve plus ou moins partout en droit romano-civiliste, même si elle s'appelle le plus souvent la fiction nasciturus (d'une formule qui remplace infans conceptus par nasciturus), et existe de nos jours dans la plupart des pays européens, américains, africains et asiatiques. Elle correspond à la fiction en ventre sa mere des pays de common law.

## Exemples d'application
- Jean Ier de France, fils posthume de Louis X de France, a hérité du trône in utero et, une fois né, a régné les cinq jours de sa vie.

- Lorsque Victoria du Royaume-Uni a hérité du trône britannique, sa revendication précisait que son héritage dépendait des « droits concernant une possible descendance de Guillaume IV du Royaume-Uni née de son épouse[trad 1],[3] » Adélaïde de Saxe-Meiningen.